# Alois Partl
Alois Partl (Kematen in Tirol, 13 gennaio 1929) è un politico austriaco.

## Biografia
Partl ha lavorato fino ai suoi 19 anni nella fattoria di famiglia, ma anche frequentato per otto anni la scuola primaria a Kematen. In seguito ha frequentato la scuola agraria a Strass im Zillertal dopodiché si è laureato in agricoltura alpina nel 1951. Poi Partl ha a Vienna presso l'Universität für Bodenkultur Wien laureandosi nel 1955 come ingegnere e ha conseguito il dottorato in Scienze Agrarie nel 1956. Partl è membro del Österreichischer Cartellverband (ÖCV) e del Mittelschüler-Kartell-Verband (MKV).
Durante il percorso formativo e immediatamente dopo Alois Partl ha completato due anni di pratica in Svizzera, Germania, Svezia e Stati Uniti. Nel 1957 entra a far parte come consulente per le questioni di politica economica e commerciale al servizio della Conferenza del Presidente della Repubblica austriaca Camere di Agricoltura a Vienna e dedicò otto anni per gli interessi dell'agricoltura austriaca nel quadro della cooperazione economica internazionale.
Nel 1965 Partl ritornò nella regione del Tirolo, dove assunse la funzione di vice direttore dell'ufficio dell'agricoltura del Tirolo; l'anno dopo assunse quella di direttore. Dal 1970 Partl è stato anche presidente del Fondo Centrale Raiffeisen. Nel 1970 ha portato il Landeshauptmann Eduard Wallnöfer nel Governo Regionale del Tirolo. Con questa aggiunta, gli sono stati assegnati i settori dell'agricoltura, forestale e della protezione ambientale.
Durante il suo mandato di 16 anni, Partl ha guidato nel 1974 un piano paesaggistico, creando itinerari, escursioni, reti di sentieri, strade forestali e percorsi naturalistici. Inoltre Partl è stato responsabile per l'inquinamento delle acque, per i distretti degli ospedali, nonché per la protezione delle foreste e del suolo. Nel 1977 Partl è stato eletto a Bezirkobmann nel distretto di Innsbruck-Land del Österreichische Volkspartei (ÖVP). Nel 1982 è diventato vice presidente del partito. Dopo l'elezione a Landeshauptmann (presidente) nel 1987 ha assunto nello stesso anno da Wallnöfer anche l'Ufficio del Governatore, che ha ricoperto fino al 1993.
Egli è stato uno degli ideatori dell'Euregio Tirolo-Alto Adige-Trentino, ripresa poi dal suo successore Wendelin Weingarten nel 1993.
Partl è sposato dal 1959 e padre di due figli (nati 1960 e il 1962) e una figlia (* 1964). Vive a Lans. Nel 2010 Partl ha avuto una grande attenzione dei media, perché ha ammesso che nel corso di un incidente, era stato trascurato da numerosi passanti e lasciato in un garage per sei ore. Dopo alcuni discussioni il neurologo Werner Poewe ha confermato la perdita di memoria di Partl ed il caso è stato chiuso.